# Багатодітна сім'я

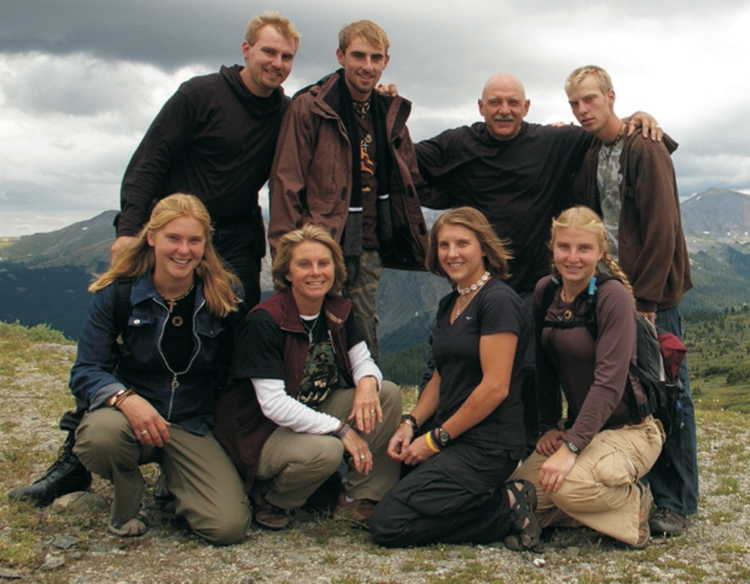
Багатодітна сім'я Воронєцьких у Колорадо, США

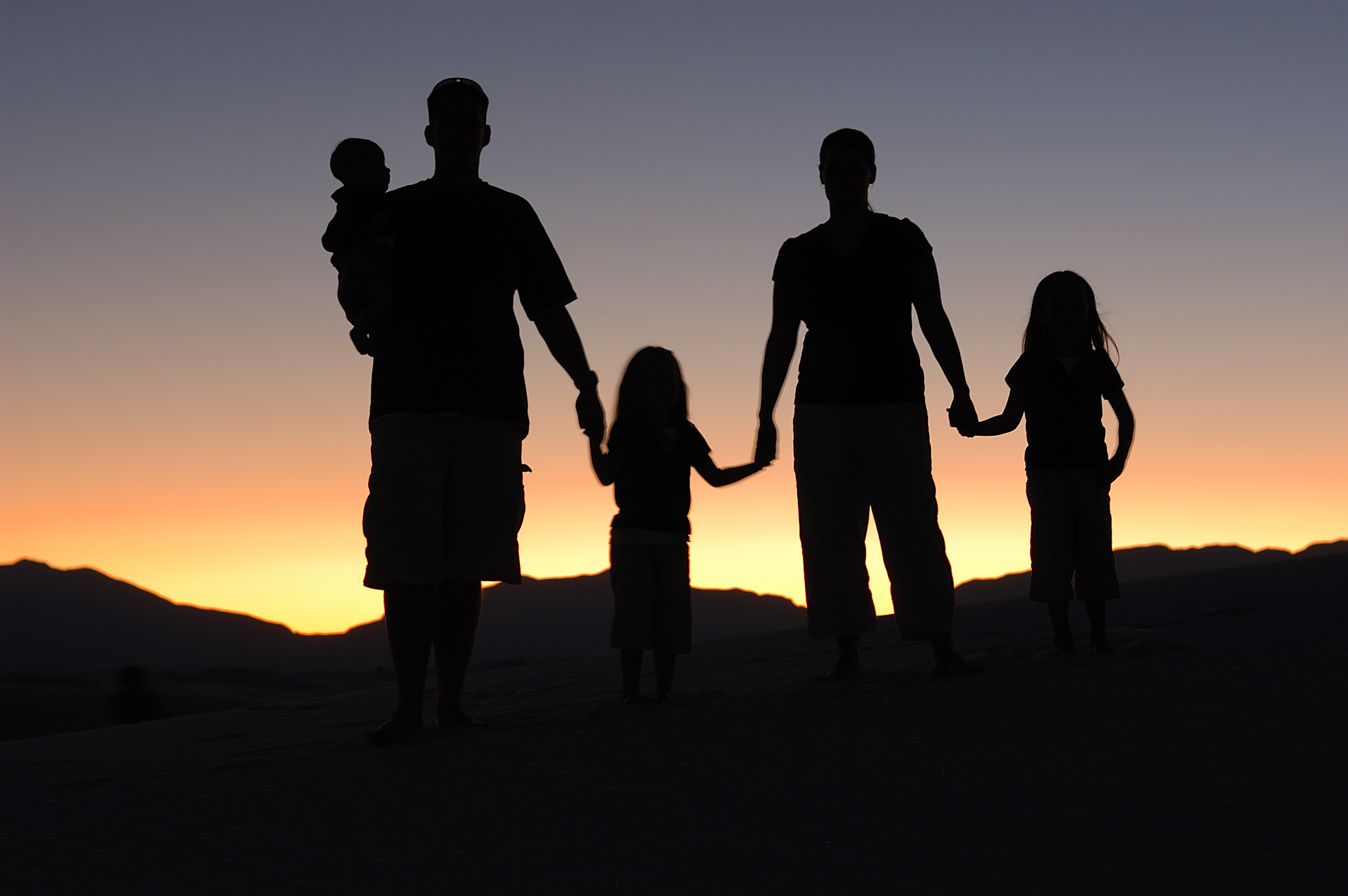
Сімейне фото

Багатоді́тна сім'я́  — сім'я, в якій подружжя (чоловік та жінка) перебуває у зареєстрованому шлюбі, разом проживає та виховує трьох і більше дітей, у тому числі кожного з подружжя, або один батько (одна мати), який (яка) проживає разом з трьома і більше дітьми та самостійно їх виховує. До складу багатодітної сім'ї включаються також діти, які навчаються за денною формою навчання у загальноосвітніх, професійно-технічних та закладах вищої освіти, — до закінчення навчальних закладів, але не довше ніж до досягнення ними 23 років.

## Багатодітні сім'ї в Україні

### Статистика
- В Україні майже 400 тисяч сімей, що мають трьох і більше дітей.[2]
- У багатодітних сім'ях виховується близько 20 % всіх дітей в країні.
- Багатодітні сім'ї становлять близько 4 % від загальної кількості українських сімей.[3]
- Близько 76,4 % від загальної кількості українських сімей з трьома і більше дітьми живуть за межею бідності.[4]

### Пільги
Законом України «Про внесення змін до деяких законодавчих актів України з питань соціального захисту багатодітних сімей» від 19 травня 2009 року передбачено цілу низку пільг, якими мають змогу користуватися багатодітні сім'ї.
- Діти з багатодітних сімей здобувають позашкільну освіту безоплатно[5]
- Сім'ям, які мають трьох і більше дітей, плата за харчування дітей у державних і комунальних дошкільних навчальних закладах знижується на 50 %.[6]
- Держава забезпечує пільгові умови для вступу до державних та комунальних професійно-технічних, закладів вищої освіти дітям з багатодітних сімей, у складі яких є п'ятеро і більше дітей.[7]
- Діти з багатодітних сімей, у складі яких є п'ятеро і більше дітей, а також особи віком від 18 до 23 років із таких сімей звільняються від плати за навчання у закладах вищої освіти державної і комунальної форм власності всіх рівнів акредитації за умови, що певний освітньо -кваліфікаційний рівень вони здобувають вперше і за умови наявності у них достатнього рівня підготовки.[7]
- 50-% зниження плати за користування житлом (квартирна плата) в межах норм, передбачених чинним законодавством (21 м² загальної площі житла на кожного члена сім'ї, який постійно проживає у житловому приміщенні (будинку), та додатково 10,5 м² на сім'ю);
- 50-% зниження плати за користування комунальними послугами;
- позачергове встановлення квартирних телефонів. Абонентна плата за користування квартирним телефоном встановлюється у розмірі 50 відсотків від затверджених тарифів.[8]
- Матерям, які народили п'ятеро або більше дітей та виховали їх до шестирічного віку (при цьому враховуються діти, усиновлені в установленому законом порядку), встановлюються пенсії за особливі заслуги перед Україною, тобто встановлюється надбавка до нарахованої пенсії в розмірі від 35 до 40 відсотків прожиткового мінімуму, визначеного для осіб, які втратили працездатність.[9]
- щорічне медичне обстеження і диспансеризація в державних і комунальних закладах охорони здоров'я із залученням необхідних фахівців, а також компенсація витрат на зубопротезування;
- першочергове обслуговування в лікувально-профілактичних установах, аптеках та першочергова госпіталізація;
- безкоштовний проїзд у всіх видах міського пасажирського транспорту (крім таксі), в автомобільному транспорті загального користування в сільській місцевості, а також у залізничному і водному транспорті приміського сполучення, автобусах приміських і міжміських маршрутів, у тому числі внутрішньорайонних, внутрішньо- та міжобласних, незалежно від відстані.
- жінці, яка працює і має двох або більше дітей, одинокій матері або батьку, який виховує дитину без матері, відтепер надається щорічно додаткова оплачувана відпустка протяжністю не 7, а 10 календарних днів без урахування святкових і неробочих днів.

### Підтримка
З 1 квітня 2019 року буде виплачуватись щомісячна допомога в розмірі 1700 гривень на третю і кожну наступну дитину до досягнення ними шести років.

### Благодійні фонди, що турбуються проблемами багатодітних сімей
- Всеукраїнський Благодійний Фонд «Соціальне партнерство»

Детальніше у статті Всеукраїнський Благодійний Фонд «Соціальне партнерство»
Ініціатор створення реабілітаційного центру «Восток», на базі якого проходять курс реабілітацій різні соціально незахищені верстви населення, у тому числі діти із багатодітних сімей.
- Фонд Ріната Ахметова «Розвиток України»

Детальніше у статті Фонд Ріната Ахметова "Розвиток України"
21 січня 2011 р. Фонд Ріната Ахметова «Розвиток України» вручив ключі від нового будинку багатодітній родині, що проживає в місті Харцизьк і виховує 10 дітей. Загалом Фондом було профінансовано будівництво будинків для 29 багатодітних сімей.

## Багатодітні сім'ї у світі

### Білорусь
Держава взяла на себе зобов'язання надавати молодим сім'ям окрему квартиру протягом трьох років після вступу в шлюб. При появі другої дитини 50 відсотків вартості квартири оплачується за рахунок держави, при народженні третьої — 70 відсотків, а при появі четвертого — вже стовідсоткову вартість квартири оплачує сама держава.

### Канада
Податкова допомога на дитину залежить від доходу сім'ї та кількості дітей. Тут кожна провінція самостійно визначає параметри доходу сім'ї, тому допомоги на території Канади сильно відрізняються один від одного.

### Німеччина
В багатодітних сім'ях за народження кожної дитини мати отримує додатковий податковий бонус. Право на отримання дитячої дотації мають всі громадяни Німеччини, які мають дітей, що проживають спільно з ними, — це 154 євро на дитину (якщо їх у родині до трьох осіб) і 179 євро — на кожного наступного.

### Польща
До недавнього часу право на спеціальну дотацію мали всі багатодітні сім'ї, в яких було троє і більше дітей. Тепер же введений спеціальний критерій: допомога по багатодітності можна отримати лише в тому випадку, якщо дохід на кожного члена сім'ї становить в перерахунку менше 125 доларів на місяць. Якщо ж у сім'ї є дитина-інвалід і один з батьків не працює, а зайнятий лише доглядом за цією дитиною, ця допомога збільшується вдвічі.

### Чехія
До пільг відноситься зниження пенсійного віку для матерів: кожна народжена дитина зменшує на рік вік її виходу на пенсію.

### Фінляндія
Багатодітним сім'ям, а також матерям або батькам-одинакам не надається будь-яких пільг. Однак видаються різні дотації. Наприклад, так званий пакет для новонародженого держава дарує всім вагітним жінкам. Цей «пакет» містить все, що потрібно новонародженому протягом першого року життя. Загальна вартість такого «пакету» — кілька сотень євро.

### Франція
У Франції, країні з найвищою народжуваністю в континентальній Європі, існує державна програма «Велика сім'я». Ця програма існує з 1921 року. Багатодітним сім'ям надаються податкові пільги. Кожна наступна дитина зменшує базу оподаткування, так що сім'ї з чотирма дітьми практично взагалі не платять податків. Поширюються пільги на всіх громадян незалежно від достатку, навіть на мільйонерів.
Допомога призначається на дітей з 6 до 18 років. Француженка на сьомому місяці вагітності отримує 841 євро плюс 168 євро на місяць до досягнення дитиною трирічного віку. Якщо вона кидає роботу за місяць до пологів і протягом місяця після пологів, то їй виплачується компенсація в 1 тисячу 294 євро. У Франції вагітній жінці надається безкоштовне обов'язкове медичне обслуговування. До шестирічного віку дитини їй надається допомога по оплаті ясел або няні. Якщо вона вирішила займатися дитиною сама, то їй виплачується 541 євро, а якщо вона працює на пів-ставки, то доплата становить 345 євро.

### Швеція
Багатодітні сім'ї отримують досить істотну прогресивну матеріальну допомогу, розмір якого зростає з народженням чергової дитини. При цьому, якщо заробітна плата батьків не досягає прожиткового мінімуму, то багатодітній родині нараховується додаткова допомога для оплати житла, дитячих дошкільних установ або спеціальних талонів на продукти харчування.

## Образ багатодітної сім'ї у мистецтві
Багатодітна сім'я є центральним образом багатьох російських народних казок. У казці «Царівна-жаба» зазначається:

| «У деякому царстві, у деякій державі жив та був цар з царицею, у нього було три сини - всі молоді, неодружені, молодці такі, що ні в казці сказати, ні пером описати» |
Три дівиці-сестриці, що ткали пізно ввечері згадуються у «Казці про царя Султана» О. С. Пушкіна. У купця з казки «Червона квітонька» Сергія Аксакова було три дочки.
У кінематографі тема багатодітних сімей поширена у комедійних жанрах: т/с «Моя прекрасна нянька», м/с «Сімпсони», т/с «Татусеві доньки» тощо.